# Filmografia de Salma Hayek
A atriz mexicano-estadunidense Salma Hayek teve sua estreia na série televisiva mexicana Un nuevo amanecer (1988–1989) antes de alcançar maior notoriedade para o público hispânico por seu papel principal em Teresa, uma telenovela de sucesso exibida pela emissora mexicana Televisa ao longo de dois anos em 125 episódios. Após fixar residência nos Estados Unidos, Hayek continuou a buscar oportunidades como protagonista. Em 1995, no entanto, a atriz foi aclamada por sua atuação no drama El callejón de los milagros e estreou no cinema hollywoodiano dividindo as telas com Antonio Banderas no suspense Desperado, dirigido por Robert Rodriguez de quem ela se tornaria uma colaboradora frequente. Hayek logo passou a assumir papéis que dependiam significativamente de seu apelo sexual em filmes como a ação policial From Dusk till Dawn (1996), o western de comédia Wild Wild West (1999) e a fantasia Dogma (1999).
No fim da década de 1990, Hayek fundou sua produtora, Ventanarosa, por meio da qual lidera seus próprios projetos de cinema e televisão. O filme biográfico Frida (2002) — no qual atuou como a pintora Frida Kahlo — fez dela a primeira atriz mexicana indicada ao Oscar de Melhor Atriz e, além disso, rendeu-lhe o Globo de Ouro e indicações ao Prémio Screen Actors Guild e ao BAFTA de Melhor Atriz em Cinema. Desde então, Hayek estrelou filmes de variados gêneros, incluindo o neo-western Once Upon a Time in Mexico (2003), a comédia de ação After the Sunset (2004), a comédia Bandidas (2006), o terror de fantasia Tale of Tales (2015) e a comédia dramática Beatriz at Dinner (2017). Hayek também deu voz à personagem Kitty Patamansa no filme de animação Puss in Boots (2011), o quarto título dentro da franquia cinematográfica Shrek. Nos anos seguintes, a atriz co-estrelou a animação The Pirates! In an Adventure with Scientists (2012), a comédia dramática Drunk Parents (2019), a comédia Like a Boss (2021), a comédia de ação Hitman's Wife's Bodyguard (2021) e o filme de super-herói Eternals (2021) como a líder e mentora Ajak. 

## Filmografia

### Cinema
| Ano  | Titulo                                        | Papel                        | Notas |
| ---- | --------------------------------------------- | ---------------------------- | --- |
| 1993 | Mi Vida Loca                                  | Gata                         | |
| 1994 | Roadracers                                    | Donna                        | |
| 1995 | Midaq Alley                                   | Alma                         | |
| 1995 | Desperado                                     | Carolina                     | Indicações Saturn Awards de Melhor Atriz Principal |
| 1995 | Fair Game                                     | Rita                         | |
| 1995 | Four Rooms                                    | TV Dancing Girl              | |
| 1996 | From Dusk till Dawn                           | Santanico Pandemonium        | |
| 1996 | Follow Me Home                                | Betty                        | |
| 1996 | Fled                                          | Cora                         | |
| 1997 | Fools Rush In                                 | Isabel Fuentes               | |
| 1997 | Breaking Up                                   | Monica                       | |
| 1997 | Sistole Diastole                              | Carmelita                    | |
| 1997 | The Hunchback                                 | Esmeralda                    | |
| 1998 | 54                                            | Anita                        | |
| 1998 | The Velocity of Gary                          | Mary Carmen                  | |
| 1998 | The Faculty                                   | Nurse Harper                 | |
| 1999 | Dogma                                         | Serendipity                  | |
| 1999 | No One Writes to the Colonel                  | Julia                        | |
| 1999 | Wild Wild West                                | Rita Escobar                 | |
| 2000 | Timecode                                      | Rose                         | |
| 2000 | La Gran Vida                                  | Lola                         | |
| 2000 | Chain of Fools                                | Sgt. Meredith Kolko          | |
| 2000 | Traffic                                       | Rosario                      | |
| 2001 | Hotel                                         | Charlee Boux                 | |
| 2001 | In the Time of the Butterflies                | Minerva Mirabal              | |
| 2002 | Frida                                         | Frida Kahlo                  | Prêmios Imagen Awards de Melhor Atriz Indicações Oscar de Melhor Atriz Golden Globe Awards de Melhor Atriz em Filme Dramático BAFTA de Melhor Atriz SAG Awards de Melhor Atriz Principal Satellite Awards de Melhor Atriz Em Filme Dramático Chicago Film Critics Association de Melhor Atriz Principal Las Vegas Film Critics Society Awards de Melhor Atriz Principal Online Film Critics Society de Melhor Atriz Principal Boston Society of Film Critics de Melhor Atriz Principal Chicago Film Critics Association de Melhor Atriz Principal |
| 2003 | Spy Kids 3-D: Game Over                       | Francesca Giggles            | |
| 2003 | Once Upon a Time in Mexico                    | Carolina                     | |
| 2003 | V-Day: Until the Violence Stops               | herself                      | |
| 2004 | After the Sunset                              | Lola Cirillo                 | |
| 2006 | Ask the Dust                                  | Camilla Lopez                | |
| 2006 | Bandidas                                      | Sara Sandoval                | |
| 2006 | Lonely Hearts                                 | Martha Beck                  | |
| 2007 | Across the Universe                           | Bang Bang Shoot Shoot Nurses | |
| 2009 | Cirque du Freak: The Vampire's Assistant      | Madame Truska                | |
| 2010 | Grown Ups                                     | Roxanne                      | |
| 2011 | Puss in Boots                                 | Kitty Softpaws               | Voz |
| 2011 | Americano [en]                                | Lola                         | |
| 2011 | As Luck Would Have It                         | Luisa                        | Indicações Goya Awards de Melhor Atriz Principal |
| 2012 | The Pirates! In an Adventure with Scientists! | Liz Perigosa                 | Voz |
| 2012 | Savages                                       | Elena                        | |
| 2012 | Here Comes the Boom                           | Bella Flores                 | |
| 2013 | Grown Ups 2                                   | Roxanne Chase-Feder          | |
| 2014 | Muppets Most Wanted                           | Herself                      | |
| 2015 | Everly                                        | Everly                       | |
| 2015 | How to Make Love Like an Englishman           |                              | |
| 2015 | Kahlil Gibran's The Prophet                   | Kamila                       | Voz |
| 2015 | O Conto dos Contos                            | Rainha de Longtrellis        | |
| 2015 | Septembers of Shiraz                          | Farnez                       | |
| 2016 | Sausage Party                                 | Theresa Taco                 | Voz |
| 2018 | The Hummingbird Project                       | Eva Torres                   | Voz |
| 2021 | Eternals                                      | Ajak                         | |

### Televisão
| Ano        | Titulo                         | Papel            | Notas |
| ---------- | ------------------------------ | ---------------- | --- |
| 1988       | Un Nuevo Amanecer              |                  | |
| 1989       | Teresa                         | Teresa           | |
| 1992       | Dream On                       | Carmela          | |
| 1993       | The Sinbad Show                | Gloria Contreras | |
| 1994       | Roadracers                     | Donna            | |
| 1994       | El Vuelo del Águila            | Juana Cata       | |
| 1997       | The Hunchback                  | Esmeralda        | |
| 1997       | Gente Bien                     | Teresa           | |
| 1999       | Action                         | Herself          | |
| 2001       | In the Time of the Butterflies | Minerva Mirabal  | |
| 2003       | The Maldonado Miracle          |                  | |
| 2003       | Saturday Night Live            | Apresentadora    | Episódio de 15\03                                                                                          |
| 2006- 2010 | Ugly Betty                     | Sofia Reyes      | Indicações Emmy Award de Melhor Atriz em Série de Comédia (2007) Emmy Awards de Melhor Série Cômica (2007) |
| 2009- 2013 | 30 Rock                        | Elisa Pedrera    | |